# Торэндзи (княжество)

Мон рода Курода

Княжество Торэндзи (яп. 東蓮寺藩 Торэндзи-хан) — феодальное княжество (хан) в Японии периода Эдо (1623—1677, 1688—1720). Торэндзи-хан располагался в провинции Тикудзэн (современная префектура Фукуока) на острове Кюсю. Дочерний хан Фукуока-хана.

## Краткая информация
- Административный центр: город Торэндзи (современный город Ногата префектуры Фукуока).
- Другое название: Ногата-хан (直方藩)
- Доход хана: 40.000 коку риса
- Княжество управлялось родом Курода, который принадлежал к тодзама-даймё и имел статус правителя лагеря (陣屋). Главы рода имели право появляться перед сёгуном.
- Торэндзи-хан был первоначально ликвидирован в 1677 году. В 1688 году он был восстановлен и окончательно ликвидирован в 1720 году.

## Правители княжества
| № | Имя                         | Имя      | Годы правления | Ранг, титул     | Примечания                    |
| - | --------------------------- | -------- | -------------- | --------------- | ----------------------------- |
| 1 | Курода Такамаса (1612—1639) | 黒田高政 | 1623 — 1639    | 従五位下 東市正 | Четвертый сын Куроды Нагамасы |
| 2 | Курода Юкикацу (1634—1663)  | 黒田之勝 | 1640 — 1663    | 従五位下 市正   | Четвертый сын Куроды Тадаюки  |
| 3 | Курода Нагахиро (1659—1711) | 黒田長寛 | 1663 — 1677    | 従五位下 市正   | Четвертый сын Куроды Мицуюки  |
| 4 | Курода Нагасада (1667—1720) | 黒田長清 | 1688—1720      | 従五位下 市正   | Пятый сын Куроды Мицуюки      |